# Union Adventist University
Union Adventist University (anteriormente Union College) es una universidad de cuatro años pro-educacional en Lincoln (Nebraska) que ofrece numerosos campos profesionales, carreras y programas de bachillerato en ciencias y artes al igual que de grado asociado, además de un programa en maestría de la carrera de asistente médico. El Union College, fundado en 1891, pertenece y es operado a la conferencia de la unión Mid-América (Centro de EUA) de la Iglesia Adventista del Séptimo Día. 

## Académicos
Union College ofrece más de 50 posibles carreras y a la vez permite a los estudiantes trabajar con sus consejeros académicos para crear sus propias carreras personalizadas. Aunque la mayoría de los programas ofrecidos son solo preprofesionales, Union College mantiene un ambiente liberal de artes que enfatiza facultades de comunicación en todos los campos. Entre los programas más recientes agregados a Union College se encuentran Pedagogía en piano y Alivio y Rescate Internacional, este último es el único programa de su tipo en los Estados Unidos que ofrece bachillerato. 
La prioridad de los docentes es la enseñanza más que la investigación y Union no practica el ambiente de "publicación o terminación". La proporción de alumnado por docente para el año académico 2005-2006 fue 12,71 estudiantes por cada profesor, el tamaño promedio de clase fue 15,82 a la vez que el 46% de los profesores de tiempo completo poseen su grado de Doctorado.

## ESL (Inglés como Segundo Lenguaje)
Aproximadamente 10% de los estudiantes de Union College proviene de fuera de los Estados Unidos, muchos de los cuales vienen a los Estados Unidos para estudiar Inglés como Segundo Lenguaje (English as a Second Language). Estudiantes que no consiguen el mínimo de 550 en el examen de inglés (TOEFL), deben tomar clases de ESL. Cuando los estudiantes han logrado la puntuación mínima, pueden salir del programa y seguir su meta de conseguir su título.
El Union College ofrece un grado de Asociado en el campo de inglés como Segundo Lenguaje y a la vez un reconocimiento en la enseñanza del inglés como Segundo Lenguaje. 

## Servicio a la comunidad
El Union College ha sido reconocido por el espíritu voluntario adoptado a través del campus. 
- El Project Impact (Proyecto de Impacto), es un evento de servicio comunitario anual, atrae a más del 80% de los estudiantes y docentes del Union College. Los voluntarios trabajan con un promedio de 50 organizaciones sin-fines-de-lucro en el área de Lincoln, limpiando, pintando, organizando y asistiendo en todo lo posible. Desde 1981, 13.500 estudiantes y empleados de Union College han compartido al menos 90.000 horas de voluntariado.
- Los estudiantes organizan un amplio programa para oportunidades voluntarias cada fin de semana, que resulta en más de 1600 horas de servicio voluntario cada año lectivo. Esto incluye trabajo en cocina, para las personas necesitadas, ayuda a niños que no tiene hogar, y servicios varios en una clínica de pies.
- Al principio de cada año lectivo los administradores, profesores, y exalumnos participan en un evento de ayuda para cargar cajas, muebles y otros, a los dormitorios de los estudiantes que llegan.
- Casi todas las carreras que Union College ofrece son integradas con el servicio comunitario como un componente de la carrera. Por ejemplo, todos los estudiantes de la carrera de inglés trabajan al menos un semestre como tutores y consejeros en el estudio de escritores y oradores ubicado dentro de Union. A los estudiantes que han terminado la clase de otoño en impuestos se les da la oportunidad de ayudar a personas inmigrantes o de escasos recursos, a completar su formularios de impuestos que es parte del programa VITA, o programa de Asistencia Voluntaria del IRS (Internal Revenue Service o Servicio Interno de Ganancias). Los estudiantes de la carrera Asistentes Médicos proveen chequeos médicos, o revisiones de salud en varios sitios de la ciudad. Como nota particular es la carrera de Alivio y Rescate Internacional, por ahora el único programa de este tipo en los Estados Unidos. En este programa, los estudiantes aprenden técnicas de rescate en situaciones de emergencia, al igual que logística humanitaria en preparación para atender posteriormente escuelas de medicina o carreras en organizaciones de asistencia extranjera, incendios, rescate y servicios de emergencia, y salud pública.
- Cerca del 10% de los estudiantes de Union College toman al menos un año fuera de la escuela para participar como estudiante voluntario en algún país extranjero. Estos voluntarios pueden escoger entre una variedad de opciones, entre las cuales se incluyen la enseñanza del inglés como Segundo Lenguaje en el este de Asia y en Europa oriental. Además, también pueden escoger enseñar en escuelas primarias en el Pacífico Sur y hacer trabajo médico en África o Nueva Guinea.

## Deportes
Union College no pertenece a ninguna organización o división deportiva, sin embargo, si hay equipos de baloncesto (masculino y femenino), voleibol (femenino), y golf (masculino). Estos compiten con otras instituciones independientes en el Medio Oeste de los Estados Unidos. Los equipos son conocidos o llamados "Warriors" (Guerreros) y lucen los colores de la Universidad que son rojo y negro. 
Además de los equipos atléticos, Union tiene un club de fútbol que compite en una liga local y un equipo de gimnasia acrobática "Gymnaires", los cuales viajan extensivamente como representación. 
El programa extensivo de intramurales (liguillas internas) ofrece a todo estudiante deseoso de competir, la oportunidad para disfrutar los deportes de equipo. 

## Puntos de Interés
- Joshua C. Turner Arboretum.
- Aunque de tan solo siete pisos, el techo de W.W. Prescott Hall (uno de los dormitorios de varones). Union College es el punto más alto en Lincoln debido a que Union se ubica en una colina llamada "Peanut hill" (colina de maní).
- La torre del reloj (Clock tower) fue completada en 1978. Con una altura de 100 pies de acero, se localiza justo en el centro del campus. Además de su función como referencia y reloj, la torre está equipada con campanas de clavicordio que se pueden escuchar en todo el campus y en la comunidad cercana.
- La Iglesia adventista del séptimo día, "College View", fue re-edificada en 1978. Cuenta con un órgano de estilo austriaco de tipo "Rieger" conocido come "Thunderbird" (Ave del trueno). Los murales vitrales que se encuentran en las paredes ilustran escenas de la tradición judeocristiana de entre las cuales se puede apreciar el sistema sacrificatorio, empezando con la caída de Adán y Eva y finalizando con la segunda venida de Cristo.